# 斯卡菲達峰

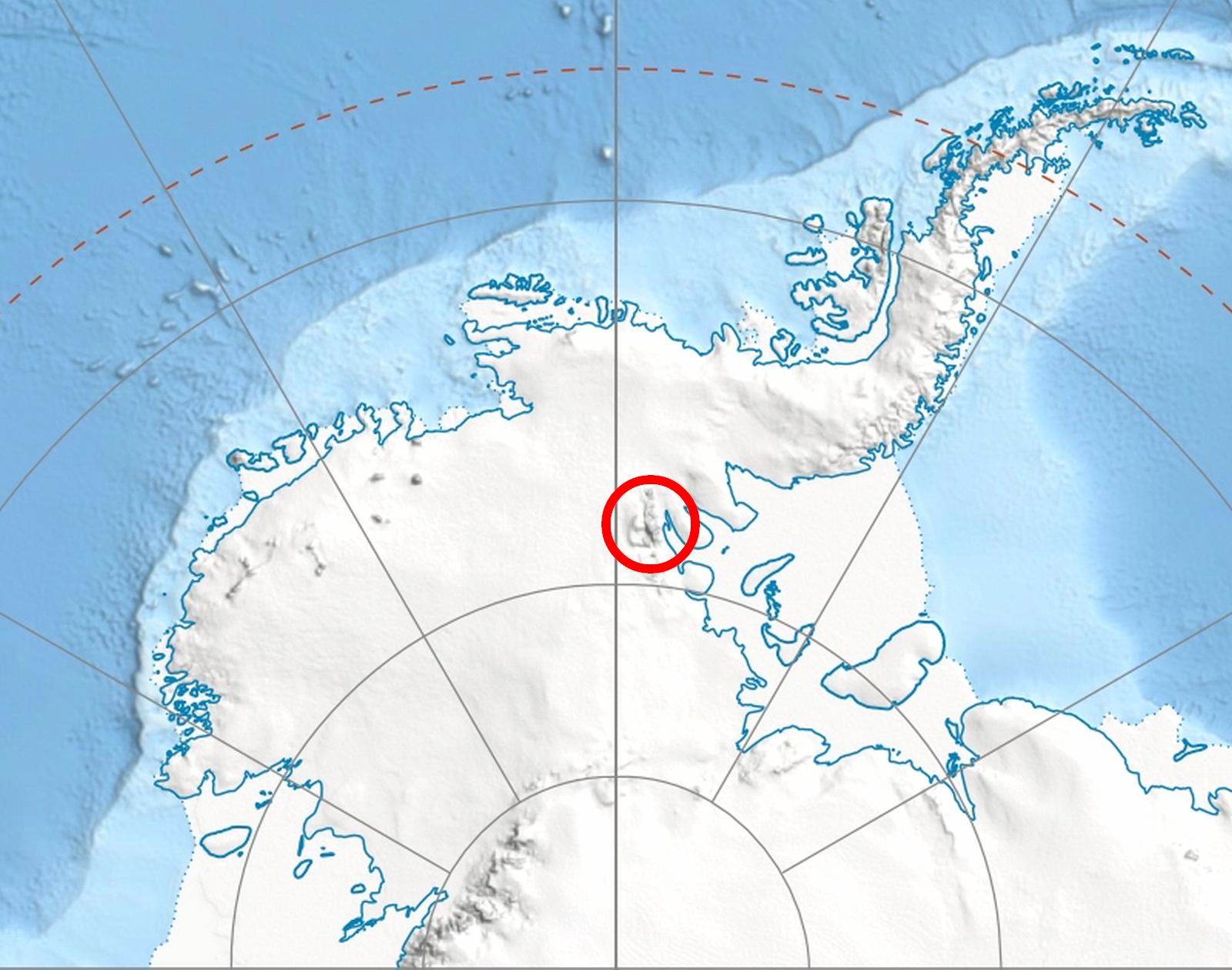

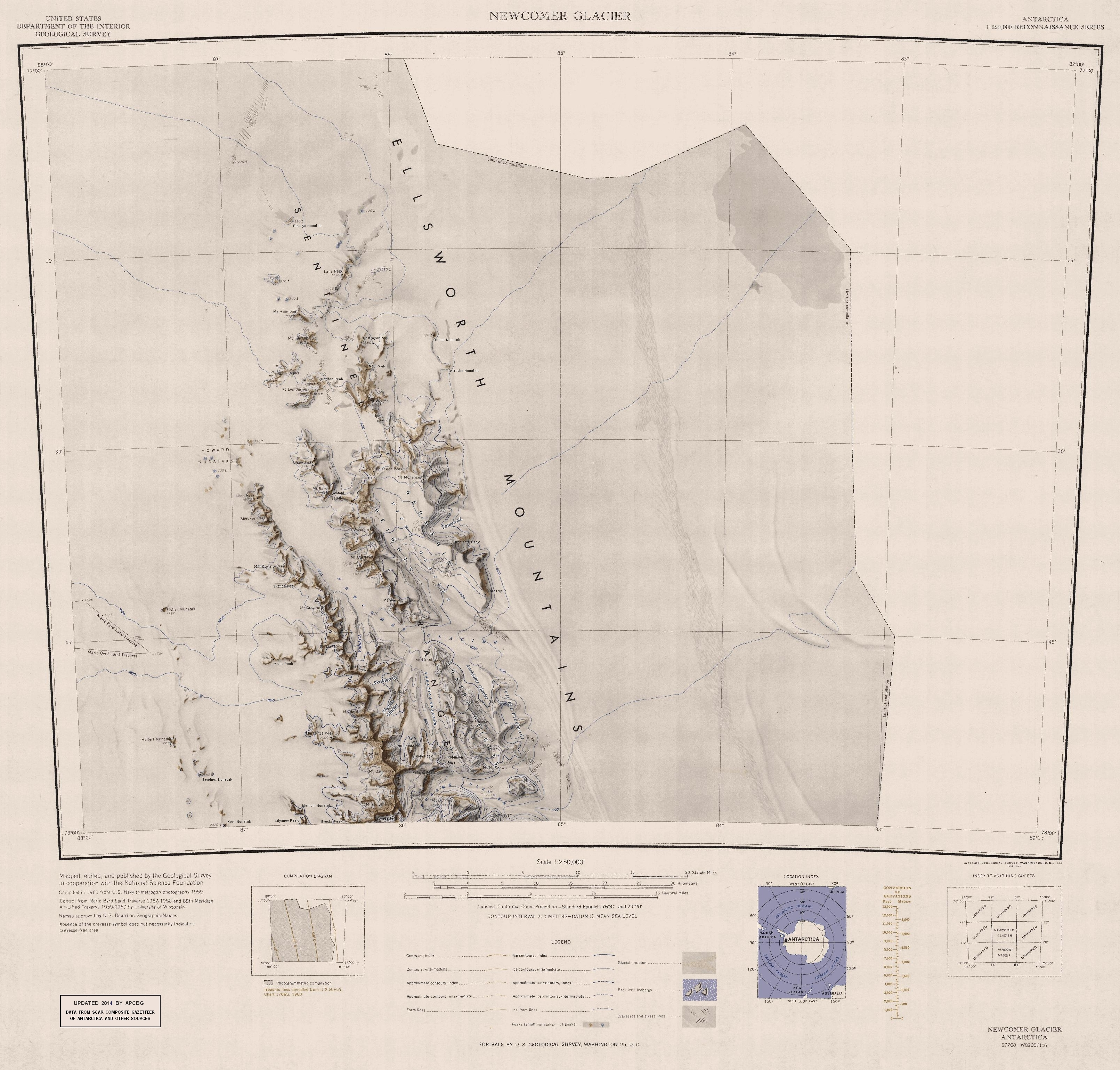

斯卡菲達峰（英語：Skafida Peak），是南極洲的山峰，位於埃爾斯沃思地，處於麥克唐納峰東南面2.43公里、康韋爾山西南面11.8公里、克勞福德山西北面6.2公里、阿爾索斯峰東北面12.1公里和費希爾冰原島峰東北面12.3公里，屬於埃爾斯沃思山脈中森蒂納爾嶺的一部分，海拔高度2,100米，現時由南極條約體系管理。